# Інститут газу НАН України
Інститут газу НАН України створений в системі Національної академії наук України в 1949 році і в даний час входить до складу Відділення фізико-технічних проблем енергетики. Засновником і першим директором інституту був відомий вчений-металург академік М. М. Доброхотов. Великий внесок в становлення інституту внесли академік В. Ф. Копитов, який очолював інститут з 1952 по 1985 рік, та академік І. М. Карп — директор інституту з 1986 по 2002 рік. З 2003 по 2021 рік інститут очолює академік НАН України Б. І. Бондаренко. З 2021 року інститут очолює Генадій Віліорович Жук.

## З історії
Створення інституту обумовили швидкий розвиток в кінці 40-х років газодобуваючої промисловості, будівництво та експлуатація магістральних газопроводів та необхідність в зв'язку з цим вирішення загальних проблем газозабезпечення та газо- використання в багатьох галузях народного господарства.
Протягом усієї своєї діяльності в інституті здійснюються фундаментальні дослідження в галузі  прикладної теорії горіння, теплообміну, газодинаміки, термохімії, термодинаміки, кінетики та інших наукових напрямків в сполученні з прикладними дослідженнями направленими на розробку технологій і устаткування для раціонального та ефективного використання природного газу та інших видів палива в промисловості, енергетиці, на транспорті, у комунальній теплоенергетиці. В активі інституту більш ніж 200 таких розробок впроваджених на підприємствах колишнього СРСР, Україні та за кордоном (В'єтнам, США, Індія, Болгарія, Угорщина, Алжир, Іран).
Широко відомі в Україні та за її межами розробки інституту з використання природного газу в сталеплавильному виробництві, створення промислових печей, безкоксової металургії, розробки каталізаторів та сорбентів, технологій виробництва будівельних матеріалів. Не мають світових аналогів розробки в галузі створення технології зрідження метану, установок газотермічного напилювання покриттів, розробки методів і обладнання зануреного спалювання газу в мінеральних розплавах.
Інститут займає провідне положення в країні та за кордоном з розробки наукових основ, технологій та обладнання виробництва металевих порошків; вивчення умов утворення оксидів азоту та створення обладнання для зниження їх емісії в атмосферу. В інституті був запропонований та детально досліджений метод непрямого радіаційного нагрівання металу в печах металургійного та машинобудівного виробництва та широко впроваджений в промислове виробництво. Високий науковий рівень мають роботи з вивчення теплофізичних властивостей вуглеводнів, термодинаміки складних систем, математичного моделювання технологічних процесів.
З перших років незалежності України в інституті здійснювались роботи зі створення нових енергозберігаючих технологій в теплоенергетиці, металургії, промисловості виробництва будівельних матеріалів. Із розробок у галузі ресурсо- та енергозбереження слід виділити роботи з маловитратної реконструкції теплоенергетичного та металургійного обладнання з метою зниження питомих витрат енергоносіїв, збільшення ресурсу роботи та покращання екологічних показників.
До новітніх розробок інституту належать технології використання природного та супутнього нафтового газу як моторного палива транспортних та стаціонарних двигунів внутрішнього згоряння; програмні комплекси для обрахування технологічних схем газопереробних заводів; енергозберігаючі технології виробництва перліту та сіопору, отримання терморозширеного графіту та розробка технологій його використання для ліквідації аварійних розливів нафти та вуглеводнів; технології та обладнання для децентралізованого опалення житлових та промислових комплексів — контактно-поверхневі нагрівачі води, променеві нагрівачі, котли малої та середньої потужності. Вказані розробки широко впроваджено в промисловість України, країн СНД та інших країн і пропонуються для подальшого впровадження.
На теперішній час науково-дослідна діяльність інституту здійснюється згідно з пріоритетними напрямками досліджень, а саме:
- розробка наукових засад підвищення ефективності використання природного газу та альтернативних теплоносіїв  як основи для створення нових енерго- та ресурсозберігаючих технологій;
- дослідження у галузі прикладної теорії горіння, термодинаміки, міжфазного тепло- і масообміну та розробка на цій основі нових теплотехнологічних процесів і обладнання;
- дослідження з охорони довкілля з метою створення науково-технологічних засад захисту атмосферного повітря від забруднень, термічного знешкодження твердих побутових відходів та особливо небезпечних речовин та відходів.
Вагомою є участь інституту в розробці державних програм — з розроблення енергетичної стратегії України на період до 2030 року і подальшу перспективу, нанотехнології та наноматеріалів, підготовки програми державної поводження з твердими побутовими відходами.
Останніми роками інститут проводить активні дослідження зі створення нанорідин для енергетики на основі використання нанотрубок  та термографеніту, наукових засад технологій спалювання та газифікації палив з киснем, технологій уловлювання і захоронення діоксиду  вуглецю. Значна увага приділяється розробкам в галузі використання відновлювальних джерел енергії,  а саме створення промислових комплексів з утилізації газу звалищ побутових відходів для виробництва електроенергії, заміщення  природного газу в промислових та теплових агрегатах відходами сільськогосподарського виробництва, газифікації відходів біомаси, використання біогазу для виробництва  теплової енергії. Вивчаються технології видобування газогідратів Чорного моря та їх транспорту, як альтернативі газотранспортним системам. Виконуються дослідження в галузі використання низькотемпературної плазми для ліквідації відходів стійких органічних речовин та інших цілей.  Разом з цим зростає попит на розробки інституту з модернізації промислових печей в чорній та кольоровій металургії, промисловості виробництва будівельних матеріалів з метою зниження витрат природного газу та використання вторинних енергетичних ресурсів.
Упродовж усієї діяльності інститут плідно співпрацює із закордонними науковими та промисловими організаціями та установами, такими як Інститут газових технологій (GTI, США, Чикаго), Міжнародний науковий центр новітніх технологій (ARC International, Індія), Інститут топкової техніки (TUKI) (Угорщина), Інститут тепло- та масообміну Білоруської академії наук, Литовський енергетичний інститут,  Інститут нафти і газу (Польща), МВТУ ім. Баумана (Росія), Інститут теплофізики СО РАН (Новосибірськ)), а також промисловими компаніями США, Угорщини, Фінляндії, Ірану, Греції, В'єтнаму, Кореї, Аргентини та інших країн.
Директор інституту академік НАН України Б. І. Бондаренко є головою Комісії з питань індо-українського науково-технічного співробітництва.
В інституті функціонує спеціалізована вчена рада із захисту докторських дисертацій за спеціальністю «Технічна теплофізика та промислова теплоенергетика». Видається науково-технічний журнал «Енерготехнології та ресурсозбереження», включений до переліку спеціалізованих наукових видань МОН України та входить в міжнародну базу даних SCOPUS.